# Elżbieta Chojnacka

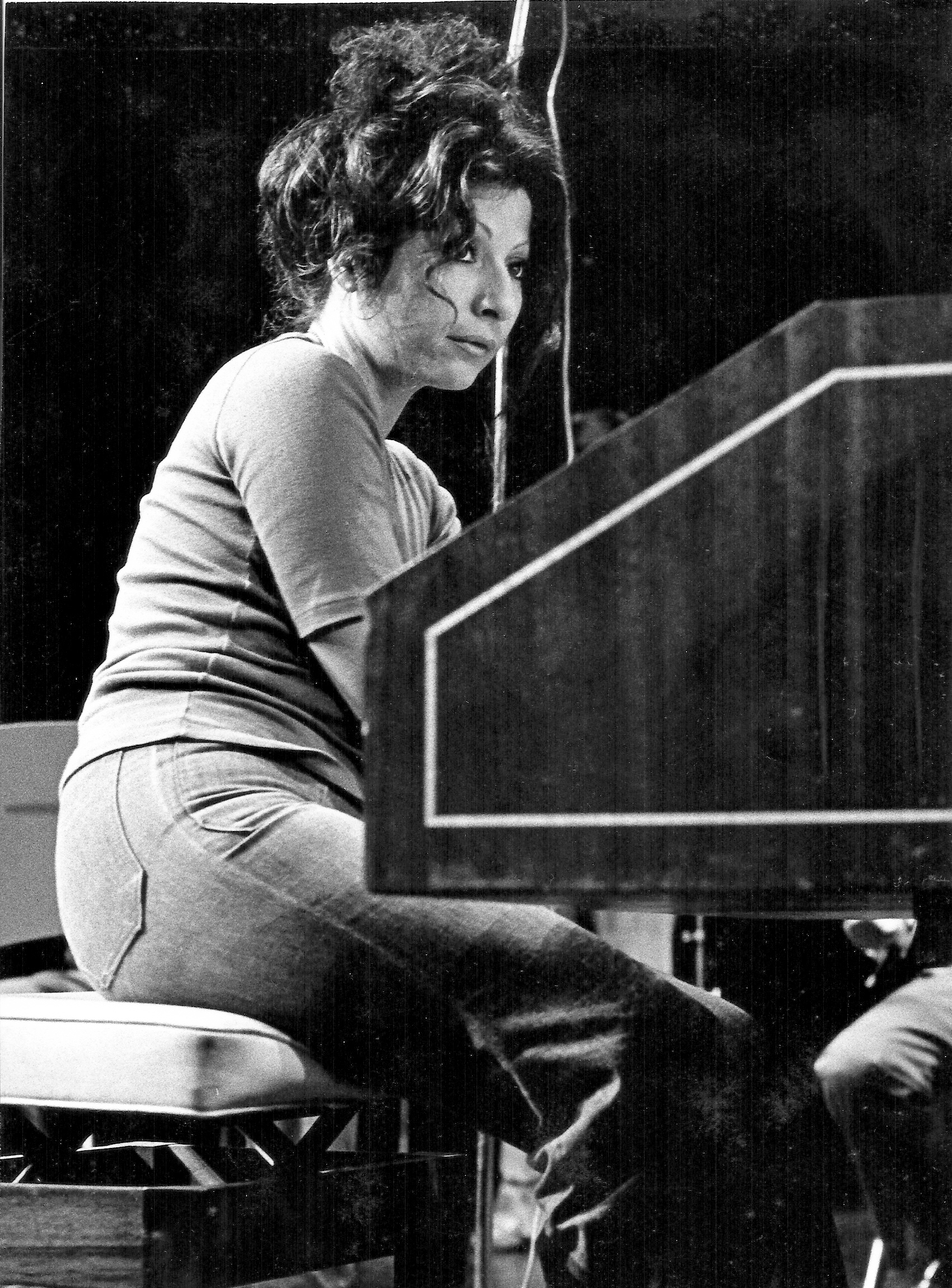
Elisabeth Chojnacka (1972)

Elżbieta Chojnacka (* 10. September 1939 in Warschau; † 28. Mai 2017 in Paris) war eine polnische Cembalistin und Musikpädagogin.

## Leben
Chojnacka studierte zunächst an der Musikhochschule in Warschau und dann bei Aimée van de Viele in Paris, wo sie sich dauerhaft niederließ. 1968 gewann sie beim internationalen Wettbewerb in Vercelli den Ersten Preis im Fach Cembalo. Sie trat weltweit als Solistin und mit Orchestern wie dem Cleveland Symphony Orchestra, dem Minneapolis Symphony Orchestra und dem Orchestre de la Suisse Romande auf, nahm an Festivals teil und spielte im Rundfunk und Fernsehen.
Ihr Repertoire umfasste sowohl die Cembalomusik des Barock als auch die zeitgenössischer Komponisten. Komponisten wie Iannis Xenakis, György Ligeti, François-Bernard Mâche, Jean-Claude Risset, Maurice Ohana, Paweł Szymański, Henryk Mikołaj Górecki, Michael Nyman, Włodzimierz Kotoński, Zygmunt Krauze, Jerzy Kornowicz, Krzysztof Knittel, Hanna Kulety, Paweł Mykietyn, Franco Donatoni, Sylvano Bussotti, Martial Solal, Sofia Gubaidulina, Toshi Ichiyanagi und Cristóbal Halffter schrieben Werke für sie. Unter ihren zahlreichen Alben finden sich die Gesamtaufnahme des Cembalowerkes Ligetis und Ohanes und eine Aufnahme von Goreckis Kleinem Requiem. 
Sie arbeitete zusammen mit Ensembles für Neue Musik wie Ars Nova, Domaine Musical, 2e2m, Itinéraire, dem Asko Ensemble und der The London Sinfonietta sowie mit der Choreographin Lucinda Childs und trat im Duo mit dem Organisten Xavier Daras und dem Perkussionisten Sylvio Gualda auf. 1983 gewann sie den Preis der SACEM für die Interpretation neuer französischer Musik, 1999 erhielt sie den Orden der französischen Ehrenlegion, 2000 den Orpheus für die beste Aufführung eines Werkes eines polnischen Komponisten beim Warschauer Herbst, 2008 den Tasman-Preis und 2009 den Preis des polnischen Komponistenverbandes und die Gloria-Artis-Medaille für kulturelle Verdienste.
Außerdem gab Chojnacka Meisterkurse und wurde 1995 Professorin am Mozarteum in Salzburg, wo sie eine Klasse für die Interpretation zeitgenössischer Cembalomusik schuf.
Elżbieta Chojnacka starb 2017 im Alter von 77 Jahren. Ihre letzte Ruhestätte befindet sich auf dem Cimetière du Père-Lachaise (Division 53) in Paris.